# Donjon de Lenest
 (septembre 2012).
Le donjon de Lenest (ou de Lenet) est un édifice fortifié situé à Saulgé, dans le département de la Vienne. 

## Histoire
À Saulgé dans la Vienne, un officier irlandais dénommé Gréor d'Esmond, duc de Lenet s'établit vers 950. Il était  marié à Mathilde Coote d'Écosse. Le prieuré de Noirmoutier et le duc de Bretagne lui donnèrent des terres dans la proximité de Limoges, pour avoir défendu leur domaine contre les Vikings. Les descendants de cet officier joueront un grand rôle dans l'histoire de France : d'abord en étant au service du duc de Bretagne, puis à celui des comtes de Provence auxquels ils se sont alliées par mariage. 
Allié des Condé, par la branche bourguignonne, Pierre Lenet est l'un des descendants de cette famille. C'est le plus connu grâce aux lettres de Madame de Sévigné.
En Bretagne, les descendants occupent des fonctions de procureur syndic à la ville de Sarzeau et de Vannes. Le nom de famille se transforme de  Lesnet à Lenet puis en Le Net. La même évolution linguistique a modifié le lieu-dit portant le même nom dans la presqu'île de Rhuys. Proche du pouvoir ducal, il reçut le titre du Motenno-Kerio et les fiefs situés dans la presqu'ile de Rhuys : Noyal Pontivy, Remungol et Crédin. Escuyer de Richard d'Etampe  attaché  à la famille de Chateaubriand (Chasteaubriend) (lieu-dit le Netz). Chargé de surveiller les place de La Chèze Josselin et Pontivy au service d'Olivier de Clisson.
Avant d'être un château, c'est d'abord une motte féodale qui reçut vers le XIIIe siècle un donjon.
Il est classé monument historique depuis 1990.
Les familles Lenet, de Lesnet, Le Net, Le Nest, Le Netz, sans oublier la branche majeure de la famille de Nesmond et les seigneurs de Meix, de Charette et Villote descendent tous de cette famille poitevine. sans oublier . Une certaine présomption également sur les familles de Ney, Naïs, Noaille et  Le Nais. 
Les armoiries sont différentes selon les seigneurs auxquels ils doivent allégeances ; ainsi il y a trois cornes de chasse pour les Lesnet ; une croix occitane pour les Nesmond (de) surmontée de trois cornes de chasse deux en tête et une en pointe avec couronne ; fond jaune et bande bleue en son milieu surmontée de trois cornes de chasse une en tête et deux en pointe pour les Le Net du Motenno de Kerio.

## Description du monument
De nos jours, il ne reste que des vestiges des remparts et le donjon  de l’ancien château de Lenest.
Le château est composé d’un corps central carré de trois étages. Il est cantonné de quatre tourelles et il est appuyé sur le mur d’enceinte. Au cours du temps, le château a été reconverti ainsi que son domaine en une exploitation agricole. De nos jours, les bâtiments domestiques succèdent aux constructions médiévales à l’intérieur de la muraille. Le donjon, ruiné, est dépourvu de toiture.
Quelques portes, des cheminées notamment celle de la salle principale au premier étage, les encadrements de fenêtres, les latrines présentes dans une tour, les traces d’un décor peint sont autant d’éléments témoignant de la qualité de l’architecture et de la recherche du confort. Toutefois, les archères canonnières sont là pour rappeler le besoin de résister à des attaques possibles d’armées ennemies de passage ou de bandes de pilleurs.